# Agnes Magnell (Autorin)

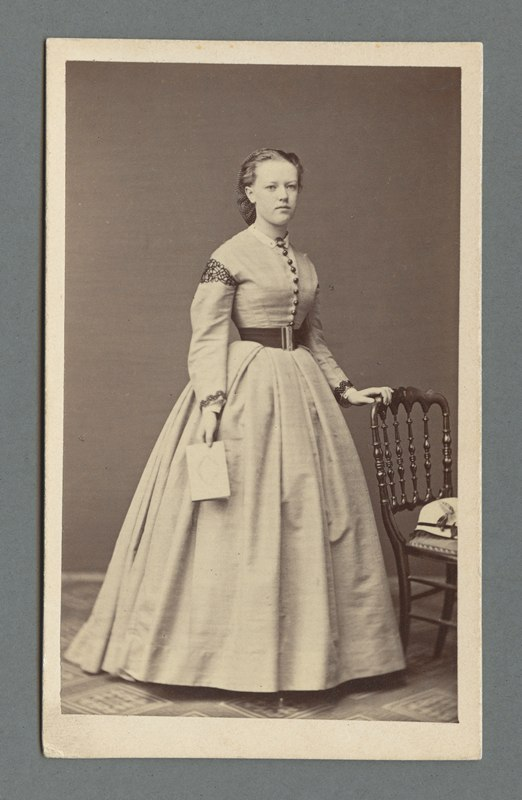
Agnes Magnell

Agnes Magnell (* 9. Mai 1848 in Karlskrona; † Dezember 1928 in Stockholm) war eine schwedische Autorin und Illustratorin. Sie veröffentlichte unter dem Pseudonym Agneta.

## Familie
Agnes Magnells Eltern waren der Kaufmann Johan Robert Peterson-Ernberg und Emma Olsén. Sie heiratete als junges Mädchen den Leutnant Jakob Lundkvist. Während ihrer sechsjährigen Ehe begleitete sie ihn als Leichtmatrosin in Männerkleidung auf seinen Fahrten mit dem Lotsenboot. Als Witwe übersetzte sie Literatur ins Schwedische. In zweiter Ehe heiratete sie Carl Magnell (1832–1917), der nach dem Militärdienst als Hauptmann einen einsam gelegenen Bauernhof Timmergata in Kolmården erwarb.
Agnes Magnell wurde Mutter von vier Töchtern, die sie selbst unterrichtete. Ihre älteste Tochter Agnes (1878–1966) war die erste Frau in Schweden, die an einer Fachhochschule studierte. Sie arbeitete als Architektin und Künstlerin. „Kaju“ von Koch (1880–1952) wurde Möbeldesignerin und ebenfalls Künstlerin. „Gull“ Magnell-Wohlin (1884–1968) verfasste Kinderbücher und war von 1909 bis 1919 mit dem Hochschullehrer Nils Wohlin (1881–1948) verheiratet. Er war Vater der Politikerin Ulla Lindström (Ulla Alm, 1909–1999) und wurde 1923 Handels- und 1928 Finanzminister. Ein weiteres Enkelkind war der Komponist Erland von Koch (1910–2009).
Agnes’ Großmutter Anna Katarina Olsén hatte mit 16 Jahren einen jungen Fähnrich geheiratet. Fünf Jahre später ließ er sie mit vier Kindern alleine und zog in die Napoleonischen Kriege. Sie gründete einen kleinen Fabrikbetrieb zur Herstellung von Schuhcreme und belieferte die schwedische Marine im Hafen von Karlskrona. Als ihr Mann nach einigen Jahren mit einem Ehrendegen als einzigem Besitz zurückkehrte, hatte sie ein eigenes Haus erworben.

## Leben und Wirken
Magnell begann auf Timmergata Wald- und Wiesenblumen zu malen. Da das Haushaltsgeld knapp war, stellte sie Naturfarben her. Die Feder einer Waldschnepfe diente ihr als Pinsel. Nachdem das Material besser wurde, verkaufte sie gemalte Karten an den Buchladen in Norrköping. Als die Töchter erwachsen wurden, verkaufte die Familie den Hof und zog nach Stockholm. Die Verlage Evangeliska Fosterlandsstiftelsen und Barnens Dags gehörten zu ihren langjährigen Kunden und bald malte Magnell Blumen aus dem Gedächtnis.
Zuweilen verfasste Magnell Geschichten und fröhliche Märchen, die dann unter dem Namen Agneta in den damals beliebten Kinderzeitschriften Linnéa, Förgät mig ej und Folkskolans barntidning erschienen. „Großmutters Märchen“ und „Großmutters Geschichten“ wurden 1910 und 1915 als Buch gedruckt. Auch die Frauenzeitschrift Idun war ein Abnehmer ihrer Werke.
Nach einem Schlaganfall war Magnell teilweise gelähmt, malte und schrieb aber mit unverminderter geistiger Schaffenskraft mit ihrer gesunden Hand weiter. Im Alter von 80 Jahren verfasste sie noch ein Buch über ihre Kindheit „Glückliche Erinnerungen aus den 1850er Jahren Karlskrona“.

## Werke
- Glada minnen från 1850-talets Karlskrona (Zeichnungen von Kaju von Koch). Wahlström & Widstrand, Stockholm 1928.

als Agneta:
- Mormors sagor. Fosterlandsstiftelsen, Stockholm 1910.
- Mormors berättelse. Fosterlandsstiftelsen, Stockholm 1915.